# Linea Seibu Tamako
La  Linea Seibu Tamako (西武多摩湖線?, Seibu Tamako-sen) è una linea ferroviaria suburbana a scartamento ridotto gestita dalle Ferrovie Seibu situata nella periferia occidentale di Tokyo. La ferrovia è parzialmente utilizzata dai servizi diretti della linea Seibu Shinjuku, e alcuni treni continuano su questa fino alla stazione di Seibu-Shinjuku. La linea prende il nome dal Lago Tama, una riserva idrica che fornisce acqua a Tokyo, situata al termine della linea, oltre la stazione di Seibu-Yūenchi.

## Stazioni
- Tutte le stazioni si trovano a Tokyo
- Il tempo di percorrenza è di 7 minuti fra Hagiyama e Kokubunji

Legenda
●：ferma,｜：passa
I treni, ad eccetto dell'espresso, fermano in tutte le stazioni
La numerazione di stazione sarà introdotta a partire da marzo 2013
| Num. | Stazione            | Giapponese | Distanza interstaz. | Distanza da Kokubunji | Distanza da Seibu-Shinjuku | Exp | Collegamenti                                                                                     | Posizione        |
| ---- | ------------------- | ---------- | ------------------- | --------------------- | -------------------------- | --- | ------------------------------------------------------------------------------------------------ | ---------------- |
| ST01 | Kokubunji           | 国分寺     | -                   | 0.0                   | -                          |     | Linea Seibu Kokubunji (SK01) Linea Chūō Rapida                                                   | Kokubunji        |
| ST02 | Hitotsubashi Gakuen | 一橋学園   | 2.4                 | 2.4                   | -                          |     |                                                                                                  | Kodaira          |
| ST03 | Ōmekaidō            | 青梅街道   | 1.0                 | 3.4                   | -                          |     |                                                                                                  | Kodaira          |
| ST04 | Hagiyama            | 萩山       | 1.2                 | 4.6                   | 23.7                       | ●   | Linea Seibu Haijima (SS30) (L'espresso continua via linea Seibu Shinjuku fino a Seibu-Shinjuku） | Higashi-Murayama |
| ST05 | Yasaka              | 八坂       | 1.0                 | 5.6                   | 24.7                       | ●   |                                                                                                  | Higashi-Murayama |
| ST06 | Musashi-Yamato      | 武蔵大和   | 2.5                 | 8.1                   | 27.2                       | ●   |                                                                                                  | Higashi-Murayama |
| ST07 | Seibu-Yūenchi       | 西武遊園地 | 1.1                 | 9.2                   | 28.3                       | ●   | Linea Seibu Yamaguchi (SY01)                                                                     | Higashi-Murayama |